# 拖牵索道
拖牵索道是在地面上运送乘客的索道:30，是一种专门用于滑雪场的索道，结构简单，建设成本低。其原理和设备与连续循环固定抱索器式索道相同，依靠拖牵索通过抱索器与可伸缩的拖牵器固定，从而在雪道上运输乘客:404。

## 类型

### 低位拖牵索道

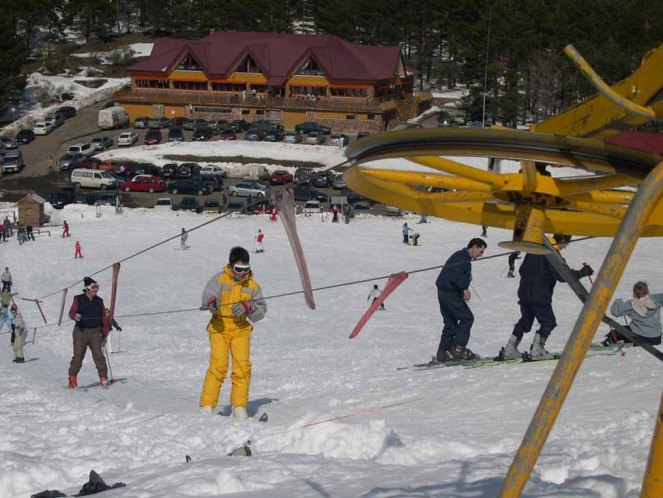
低位拖牵索道

低位拖牵索道的牵引索距地面小于2米，拖牵器较为简单，一般是一个供滑雪者手抓或托住后腰的手柄。低位拖牵索道没有支架，机电设备也较为简单:405。

### 高位拖牵索道

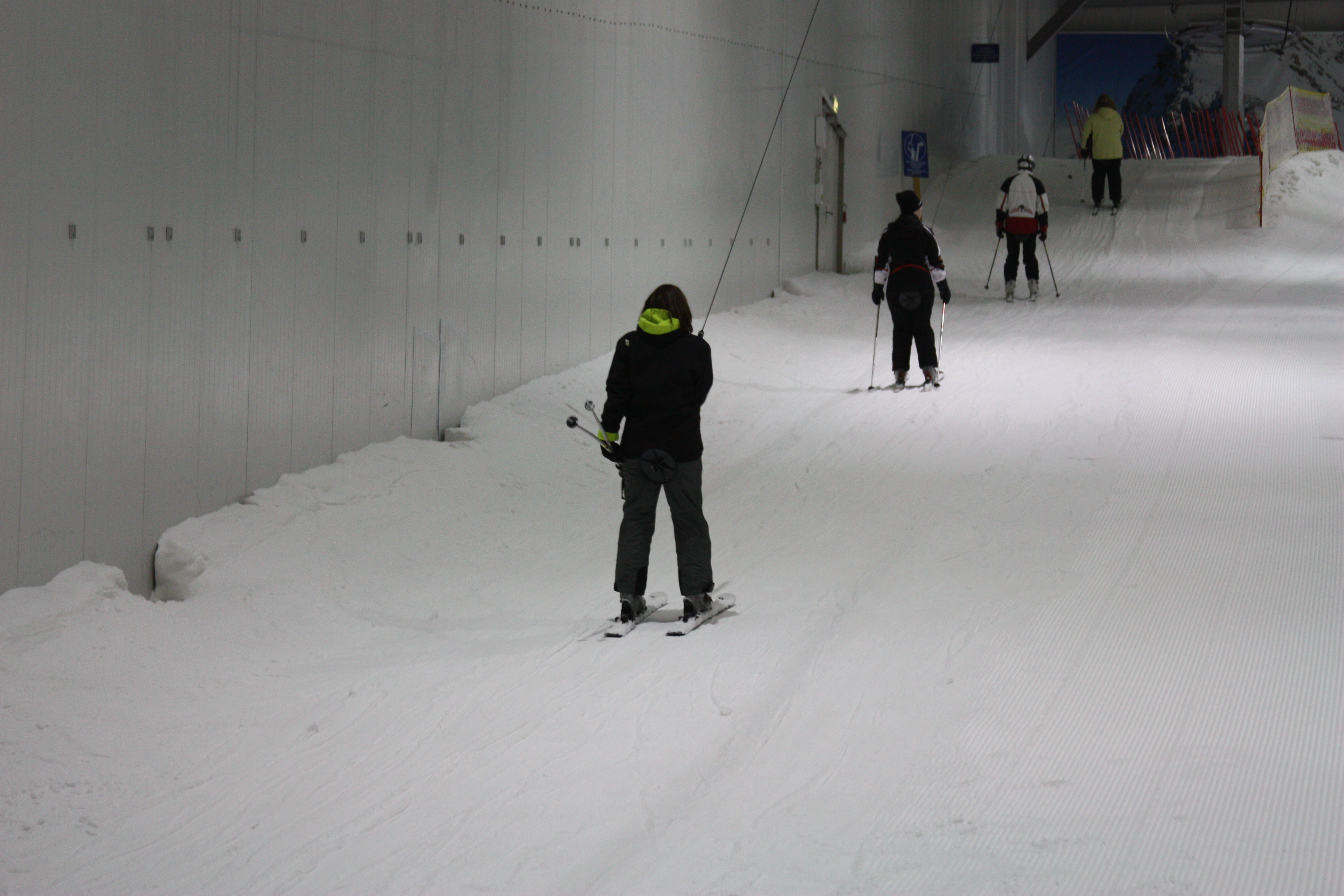
高位拖牵索道

高位拖牵索道的牵引索距地面2米以上:30，拖牵器为抱索杆或抱索绳，底部连接有“T”形钩或圆盘，乘坐者脚下穿着滑雪板，骑乘在“T”形钩或圆盘上，在拖牵索的牵引下前进。由于其拖牵杆可伸缩，其相比于低位拖牵索道更能适应地形的起伏:405。

#### 脱挂抱索器式拖牵索道

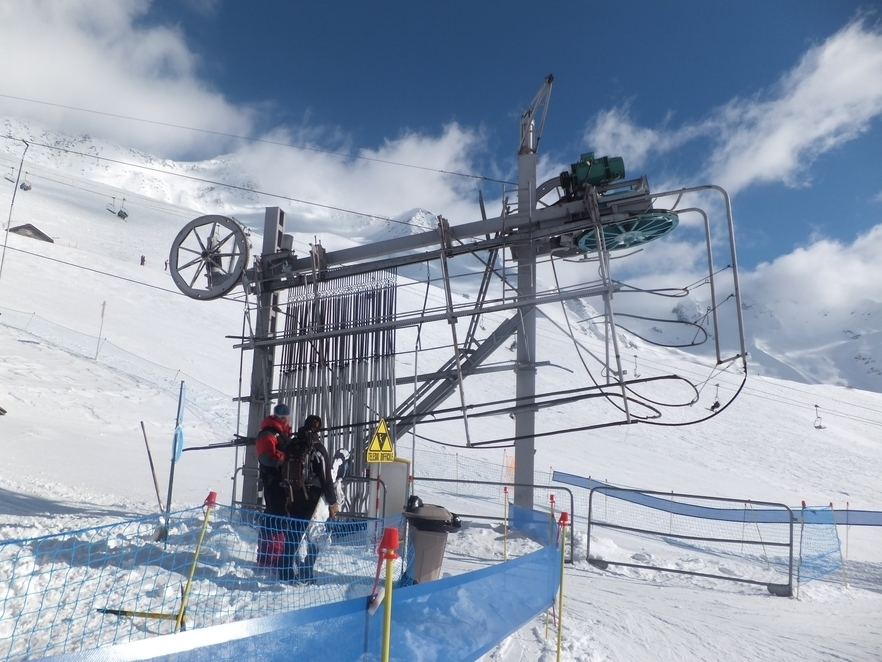
拖牵索道下站存放的拖牵器

拖牵索道亦有拖牵器可与拖牵索脱开或挂接的类型:30。